# Автомагістраль D3 (Словаччина)
Автомагістраль D3 (раніше D18), яку іноді називають автомагістраллю Кисуце, є автомагістраллю на півночі Словаччини. Спочатку передбачається, що це буде лише двосмугова автомагістраль на ділянці Сврчіновець – словацько-польський кордон, і чотирисмугова автомагістраль на ділянці, що залишилася, Гричовске-Подградіє – Чадца. Він розташований на таких дорогах E: E50, E75 та E442.
Починається на розв'язці автомагістралі з D1, минаючи Жиліну, далі йде на північ навколо Кисуцьке Нове Місце та Чадця, має розв'язку з R5, і закінчується біля села Скаліте, де перетинає польський кордон і з'єднується з швидкісною автострадою S1. Це одна з найважливіших автомагістралей у Словаччині, і для користування нею потрібна електронна віньєтка. Вся автомагістраль має по 2 смуги з кожного боку.